# Dinotrema pullum
Dinotrema pullum är en stekelart som först beskrevs av Forster 1862.  Dinotrema pullum ingår i släktet Dinotrema, och familjen bracksteklar. Inga underarter finns listade i Catalogue of Life.